# Битка за Шабац
Битка за Шабац се одиграла од 22. септембра до 24. септембра 1941. године између четничко-партизанских снага и Немаца током устанка у Србији за време Другог светског рата. Командант операција напада на Немце у Шапцу био је артиљеријски капетан прве класе Драгослав Рачић који је располагао са око 2.750 бораца, од којих 2500 четника и 250 партизана предвођених Небојшом Јерковићем. Немци су се бранили са око 1.000 војника који су били добро утврђени у граду. Устаничке снаге опколиле су Шабац и покушавале су да током више напада заузму центар града и да освоје млин „Јединство”, које је било најјаче немачко утврђење. Немци су се током борби добро бранили, покушали су више безуспешних пробоја из обруча, успели су да одбране прилазе мосту, чиме су избегли потпуно опкољавање од устаника, мост на Сави је за Немце био од велике важности јер су преко њега очекивали појачање и помоћ од 342. дивизије. По подне 24. септембра 1941. године 342. немачка пешадијска дивизија, праћена усташама прелази мост преко Саве и разбија устанички обруч, који потом почињу да се повлаче према планини Цер. Немци су после битке за Шабац у знак одмазде за губитке које су им устаници нанели извршили ратни злочин према српском цивилном становништвом, стрељавши око 2.100 грађана Шапца и Мачве. Наступ 342. дивизије у борбама за Шабац означио је почетак велике немачке офанзиве на устаничку територију.

## Позадина
Устаници су на почетку устанка онеспособили и затворили главне путеве који воде из Шапца и Ваљева према унутрашњост Подриња, после чега су кренули у офанзиву. Четници су затим напали Немце у мањим местима, ослободили су Лозницу 31. августа 1941. године, затим рудник Зајачу и Завлаку, Бању Ковиљачу, Крупањ, Богатић и Мачванску Митровицу. Средином септембра 1941. године цело Подриње и Мачва били су ослобођени од Немаца, осим града Шапца (18.000 становника). Када је донета одлука о нападу на Немце у Шапцу, четници су већ држали под опсадом Немце у Ваљеву. Немци су током августа и септембра били и дефанзиви у односу на српске устанике, али и пре четничког напада на њихове снаге у Шапцу они су планирали велику офанзиву на устаничку територију како би повратили контролу над Србијом.

## Устаничке снаге пред битку
Церски четнички одред имао је око 2.500 бораца, под командом капетана прве класе Драгослава Рачића. У саставу Церског четничког одреда налазио се 1. батаљон, под командом капетана прве класе Миливоја Ковачевића, 2. батаљон, под командом капетана прве класе Милорада Чупића, 3. батаљон, под командом капетана прве класе Станимира Васића, 4. батаљон, под командом Милутина Миловића, Јуришна чета (вод смрти), под командом резервног поднаредника Милана Пушића, Митраљеску чету под командом потпоручника Боре Теодоровића. Четници су располагали и са батеријом хаубица калибра 100 mm. Мачвански партизански одред имао је око 250 бораца, под командом Небојше Јерковића.

## Немачке снаге пред битку
Немци су у Шапцу имали око 1.000 војника, који су били утврђени у фабрици Зорка, млину Јединство и имали су више митраљеских гнезда постављених на главним раскрсницама и на самим прилазима граду. Немци који су се налазили у граду очекивали су сваког часа појачање од својих и хрватских снага из правца Срема. Генерал Франц Беме издао је наредбу још 21. септембра 1941. године да им 342. немачка пешадијска дивизија заједно са хрватским снагама дође у помоћ из Срема.

## Битка
Командант Драгослав Рачић одржао је конференцију са својим официрима 19. септембра 1941. године у селу Маове, на коме је договорено прегруписавање снага ради напада на Шабац. Партизански вођа Небојша Јерковић је присуствовао састанку у Маови и одлучио је да своје снаге (250 бораца) стави под команду Драгослава Рачића. На тој конференцији почетак напада на Шабац договорен је за 22. септембра 1941. године у 23 часа увече. Напад на Шабац је почео када је дат знак испаљивањем топовске гранате са Бећиног Брда, испод села Јевремовца, 22. септембра 1941. године, један час пред поноћ. Почео је свеопшти напад на град затварањем свих прилаза граду.
Први батаљон под командом капетана Миливоја Ковачевића био је посео десно крило од града све до реке Саве, извршили су рушење пруге Рума — Шабац, напредовали су до града и заузели положаје на линији Електрична централа — Доњошорска школа, њихови делови у снажном јуришу дошли су до самог центра града, али су их Немци снажним дејством брзо одсекли од своје главнине. Међутим, четници су заузели фабрику Зорка, која је била је добро утврђена, нанели су им губитке и заробили 10 Немаца. Други батаљон под командом капетана Чупића вршио је напад на град у линији ослоњен са десне стране на 1. батаљоном, а са леве на 3. батаљон. Командант 3. батаљона капетан Васић вршио је напад ослоњен надесно 2. Батаљоном, а са леве стране на 4. батаљон. Командант 4. батаљона поручник Миловић десним крилом био је наслоњен на 3. батаљон, а са леве Мачвански партизанским одредом. Јуришна чета (вод смрти) под командом наредника Пушића извршила је напад на немачке бункере, бацајући бомбе и бензинске боце. Због лоше координације између четника и партизана, 4. батаљона и Мачванског партизанског одреда, затварање прилаза мосту на Сави није успело, Немци су тај потез бранили због очекиваног појачања из правца Срема. Четници су предузели нови напад на град 23. септембра, на најјаче немачко утврђене, млин Јединство, који су Немци жестоко бранили, четнички напад није успео.
Немачке снаге у граду су током 23. септембра добиле подршку од авијације, која је бомбардовала положаје четника и артиљерију која је дејствовала из правца Срема. Командант Рачић наредио је свеопшти демонстративни напад свих батаљона, да би делови одреда који су продрли у град се извукли на време. У ноћи 23. и 24. септембра, партизани извлаче своје снаге са фронта и упућују се у дубину слободне територије у правцу реке Јадар, и даље према ужичком крају. Пред зору 24. септембра све је јаче угрожавано лево крило 4. Батаљона, које се нашло на удару немачки снага. У три часа по подне реку Саву прелази 342. дивизија, ојачана са хрватским усташама и услед дејства авијације и артиљерије разбија опсаду. Командант Рачић издаје налог за повлачење из града у правцу планине Цер, четничке снаге одступиле су под борбом и на падинама Цера заузели одбрамбене положаје.

## Немачка одмазда и последице
Немачка казнена експедиција извршила је ратни злочин према српском цивилном становништву, због губитака које су претрпеле од четничко-партизанских снага. Почетком октобра 1941 стрељали су 2.100 грађана Шапца и Мачве. Репресалије над цивилним становништвом изазване устанком у Србији, а посебно масакри у Шапцу, Крагујевцу и Краљеву изазвали су дефинитивни расцеп и крај партизанско-четничке сарадње, као и почетак њиховог сукобљавања. Четници су сматрали да би наставак офанзивних операција против окупатора био погубан, док је стратегија партизана била наставак оваквог начина ратовања.

## Занимљивости
Битка је екранизована у филму Партизани и истоименој серији у другој епизоди.